# Karl Krenauer
Karl Krenauer (Kittsee, 9 de março de 1959) é um ex-ciclista de estrada e pista austríaco. Krenauer competiu na prova de 100 km contrarrelógio por equipes (estrada) e na perseguição individual de 4 km em pista nos Jogos Olímpicos de Los Angeles 1984.